# Iglesia de la Victoria (Guayaquil)
La Iglesia de la Victoria, también conocida como Iglesia de Nuestra Señora del Carmen, es un templo católico y una edificación patrimonial de la ciudad de  de Guayaquil, en el Ecuador.Una de las más grandes de Guayaquil después de la Catedral.

## Historia
EL origen de esta iglesia se remonta al siglo XIX, en donde era una capilla de caña y bijao, circa 1830. Para 1887, en un plano de la ciudad, ya consta como iglesia ubicada en el sector actual de la avenida Quito entre las calles Clemente Ballén y 10 de Agosto.
La iglesia fue construida originalmente de madera, tras la iniciativa del miembro del Cabildo Diocesano de la Catedral, Nicanor Corral. El 21 de diciembre de 1888, el Cabildo guayaquileño recibió un informe favorable a la petición de terrenos de la Plaza Victoria para la creación de un templo.
En 1934, por iniciativa del sacerdote Carlos María de la Torre —posteriormente cardenal—, se da comienzo a la construcción. El diseño fue obra del arquitecto Paolo Russo, mientras que la construcción fue dirigida por el arquitecto Luigi Fratta; y finalmente los bajorrelieves estuvieron bajo la dirección del artista Emilio Soro Sguirla.
El 5 de mayo de 1934, por disposición del obispo de Guayaquil, Carlos María de la Torre Nieto, se entregó la parroquia a los sacerdotes de la Orden de los Carmelitas Descalzos, los cuales, en un acto de honra a su patrona, cambian la denominación de «la Victoria» por la de «Nuestra Señora del Carmen».
El templo está ubicado en la calle 10 de Agosto y avenida Quito, en el centro de la ciudad de Guayaquil.
La primera piedra se colocó en 1935 y luego de seis años, en 1941 se inauguró parcialmente, en un acto de bendición de la fachada y sus dos torres. Esta infraestructura sufrió daños en el terremoto de 7,7 grados de escala de Richter que sufrió la ciudad el 13 de mayo de 1942.
Tiene daños en la infraestructura ocasionados por el terremoto del 16 de abril de 2016 y el poco mantenimiento que ha recibido desde su fundación.Los últimos sismos registrados en 2022 provocaron agrietamientos en las fachadas de las torres. Las campanas y los componentes del reloj están oxidados y ya no funcionan. Su movimiento podría ocasionar que la estructura siga cediendo.